# Shākhtal Khān-e Seh
Shākhtal Khān-e Seh (persiska: شاختل خان سه) är en ort i Iran.   Den ligger i provinsen Khuzestan, i den västra delen av landet, 600 km söder om huvudstaden Teheran. Shākhtal Khān-e Seh ligger 8 meter över havet och antalet invånare är 192.
Terrängen runt Shākhtal Khān-e Seh är mycket platt. Runt Shākhtal Khān-e Seh är det ganska tätbefolkat, med 54 invånare per kvadratkilometer. Närmaste större samhälle är Yūkhān, 7,3 km sydväst om Shākhtal Khān-e Seh. Trakten runt Shākhtal Khān-e Seh är ofruktbar med lite eller ingen växtlighet.